# Diakovár-Eszéki főegyházmegye
A Diakovár-Eszéki főegyházmegye a római katolikus egyház egyik főegyházmegyéje Horvátországban, amely ezen a néven 2008 óta működik. A Diakovári egyházmegyét (latinul: Archidioecesis Diacovensis) 1773-ban hozták létre a középkori eredetű Szerémi Püspökség és a Boszniai Püspökség egyesítéséből. A főegyházmegyének két szuffragán egyházmegyéje van, a Pozsegai és a 
Szerémi egyházmegye.

## Főpapok
A főegyházmegye jelenlegi érseke Đuro Hranić metropolita, segédpüspöke Ivan Ćurić, nyugalmazott püspöke pedig Marin Srakić, az előző érsek.

### A korábbi megyéspüspökök
Diakovári püspökök:
- 1773–1805: Kerticza Máté Ferenc
- 1806–1815: Mandich Antal
- 1816–1830: Raffay Imre Károly
- 1831–1834: Szutsits Pál Mátyás
- 1834–1849: Kukovich József
- 1850–1905: Josip Juraj Strossmayer
- 1910–1916: Krapac János
- 1920–1942: Aksamovics Antal
- 1959–1973: Stjepan Bauerlein
- 1974–1997: Ćiril Kos
- 1997–2008: Marin Srakić

Diakovári–Eszéki érsekek:
- 2008–2013: Marin Srakić
- 2013–: Đuro Hranić

## Szomszédos egyházmegyék
- Banja Luka-i római katolikus egyházmegye (délnyugat)
- Pozsegai egyházmegye (nyugat)
- Szabadkai egyházmegye (északkelet)
- Szerémi római katolikus egyházmegye (kelet)
- Vrhbosna-Szarajevói főegyházmegye (dél)

## Fordítás
- Ez a szócikk részben vagy egészben  az   Arcidiocesi di Đakovo-Osijek című olasz Wikipédia-szócikk fordításán alapul.  Az eredeti cikk szerkesztőit annak laptörténete sorolja fel. Ez a jelzés csupán a megfogalmazás eredetét és a szerzői jogokat jelzi, nem szolgál a cikkben szereplő információk forrásmegjelöléseként.